# Kaiu
Pour la commune, voir Kaiu (commune).
Kaiu est un petit bourg de la Commune de Kaiu du comté de Rapla en Estonie .
Au 31 décembre 2011, il compte 434 habitants.